# سحمر (إب)
سحمر هي إحدى قرى الجمهورية اليمنية. تتبع جغرافيا لمحافظة إب وإداريًا لمديرية يريم. يبلغ تعداد سكانها 1039 نسمة حسب الإحصاء الذي أجري عام 2004.